# Muséobus Linder
Le Muséobus Linder est un musée itinérant conçu par Maud Linder, fille du réalisateur et acteur Max Linder, en 1970 pour exposer des œuvres originales sur tout le territoire français, en particulier dans les villages. C'est le premier musée mobile consacré à l’art contemporain en France.

## Les prémices aux États-Unis
Le premier muséobus consacré à l'art est l'Artmobile mis en place par le Virginia Museum of Fine Arts de Richmond aux États-Unis en 1955. Dans la remorque d’un camion, ce musée a fait aménager une salle d’exposition selon les dessins de Leslie Cheek alors directeur du musée. Ce muséobus s’arrête environ tous les cinquante kilomètres, deux à trois jours, dans les villes pour présenter au public les œuvres de son exposition, « La peinture hollandaise du XVIIe siècle » en 1955. Ce type d’unité mobile au service de la démocratisation de l’art arrive en France plus tard, dans les années 1970.

## Architecture
Le muséobus est installé à l'intérieur d'une remorque de type poids lourd dotée d'une carrosserie extensible : les parois latérales et le toit sont dépliables. Ainsi les deux mètres de largeur du muséobus laissent place à un espace de cinquante-six mètres carrés. À l'intérieur, on distingue trois espaces : le podium d'entrée, la salle d'exposition (huit mètres de long sur sept mètres de large) et la cabine technique (deux mètres cinquante de large sur trois mètres de long). La salle d'exposition offre un espace suffisamment vaste (trente deux mètres carrés) pour que le public puisse prendre du recul face aux œuvres accrochées sur les cimaises. Des espaces d'accrochages peuvent être ajoutés au besoin par l'addition de cloisons en épis. L'aménagement du lieu a donc été pensé du point de vue du volume mais également du point de vue du confort pour les visiteurs. Ainsi tout est fait pour qu'ils se sentent à l'aise. Attiré par les couleurs en mouvement du mur-lumière de Nicolas Schöffer placé sur le podium, sorte de petit sas d'entrée, le spectateur découvre les œuvres dans un espace chaleureux et digne des lieux d'exposition traditionnel. De la moquette recouvre le sol, les parois-cimaise du camion sont recouvertes de peinture et tendues d'un tissu orangé, les œuvres sont éclairées par des spots installés sur des rails au plafond, au centre de la salle une banquette permet aux visiteurs de s’asseoir. Ces efforts envers l'accueil du public se doublent de mesures de sécurité pour la bonne conservation et la sécurité des œuvres : « Tous les matériaux employés sont garantis ininflammables ou ont été ignifugés. Un système de climatisation assure à la salle le maintien d'une température constante, déjà facilité par une isolation thermique en double parois. »". La sécurité des œuvres est assurée par la présence permanente de deux gendarmes.

## Expositions
Ce muséobus a accueilli durant deux saisons, deux expositions monographiques : une première consacrée à Georges Rouault en 1970, une seconde consacrée à Fernand Léger en 1971. Grâce au prêt du Musée national d'art moderne, des toiles telles que Il a été maltraité et opprimé et il n'a pas ouvert le bouche (1923-1948) de Georges Rouault ont été exposées au public. Les expositions ont attiré un large public, environ mille personnes par jour ont visité les musées lors de ses escales. Le Muséobus faisait aussi bien des escales dans les grandes villes que dans les villages. Aussi l'exposition Léger a sillonné en novembre 1971 les routes de l'île-de-France tandis que celle de Georges Rouault s'était rendue à Grenoble et à Dole. Selon Maud Linder, le muséobus a reçu en moyenne « mille personnes dont certainement plus du tiers n'avaient jamais franchi la porte d'un musée, mais qui sont intéressés aux œuvres exposées et qui pour la plupart, ont vu le film que nous projetions sur le peintre et ont écouté avec une saine curiosité les explications données par le conservateur ou les animatrices de musée ». Le muséobus propose donc plusieurs types de médiation : la visite est accompagnée d'un fond sonore, un film documentaire présente le travail de l'artiste et une personne compétente assure le relais entre les œuvres et les visiteurs.

## Postériorité
Faute de moyens, l'aventure du muséobus Linder n'a perduré que le temps de deux expositions. Néanmoins d'autres personnes et institutions ont mis en place des musées mobiles d'art contemporain. Les Fonds régionaux d'art contemporain ont particulièrement utilisé des structures d'expositions mobiles. Le Frac Limousin a investi de 1983 à 1988 des wagons de la SNCF et a ainsi proposé cinq expositions aux habitants de la région. Plus récemment le Frac Ile-de-France a mis en place deux unités mobiles d'exposition qui ont stationné dans plusieurs villes de la région : Parade (2010-2011) et Abitacollection. Plus médiatisé, le Centre Pompidou Mobile, un chapiteau conçu par Patrick Bouchain a parcouru la France d'octobre 2011 à septembre 2013 pour présenter aux français certain chefs-d’œuvre de la collection du Musée national d'art moderne. Le Musée Mobile d'Ingrid Brochard aménagé dans un conteneur conçu par l'architecte britannique Adam Kalkin est depuis 2011 sur les routes de France à la rencontre des enfants.